# Santa Cruz Cuautomatitla
Santa Cruz Cuautomatitla är en ort i Mexiko.   Den ligger i kommunen Tochimilco och delstaten Puebla, i den sydöstra delen av landet, 80 km sydost om huvudstaden Mexico City. Santa Cruz Cuautomatitla ligger 2 519 meter över havet och antalet invånare är 1 405.
Terrängen runt Santa Cruz Cuautomatitla är bergig, och sluttar söderut. Runt Santa Cruz Cuautomatitla är det ganska tätbefolkat, med 80 invånare per kvadratkilometer. Närmaste större samhälle är Hueyapan, 2,4 km väster om Santa Cruz Cuautomatitla. I omgivningarna runt Santa Cruz Cuautomatitla växer huvudsakligen savannskog.